# David M. Shoup

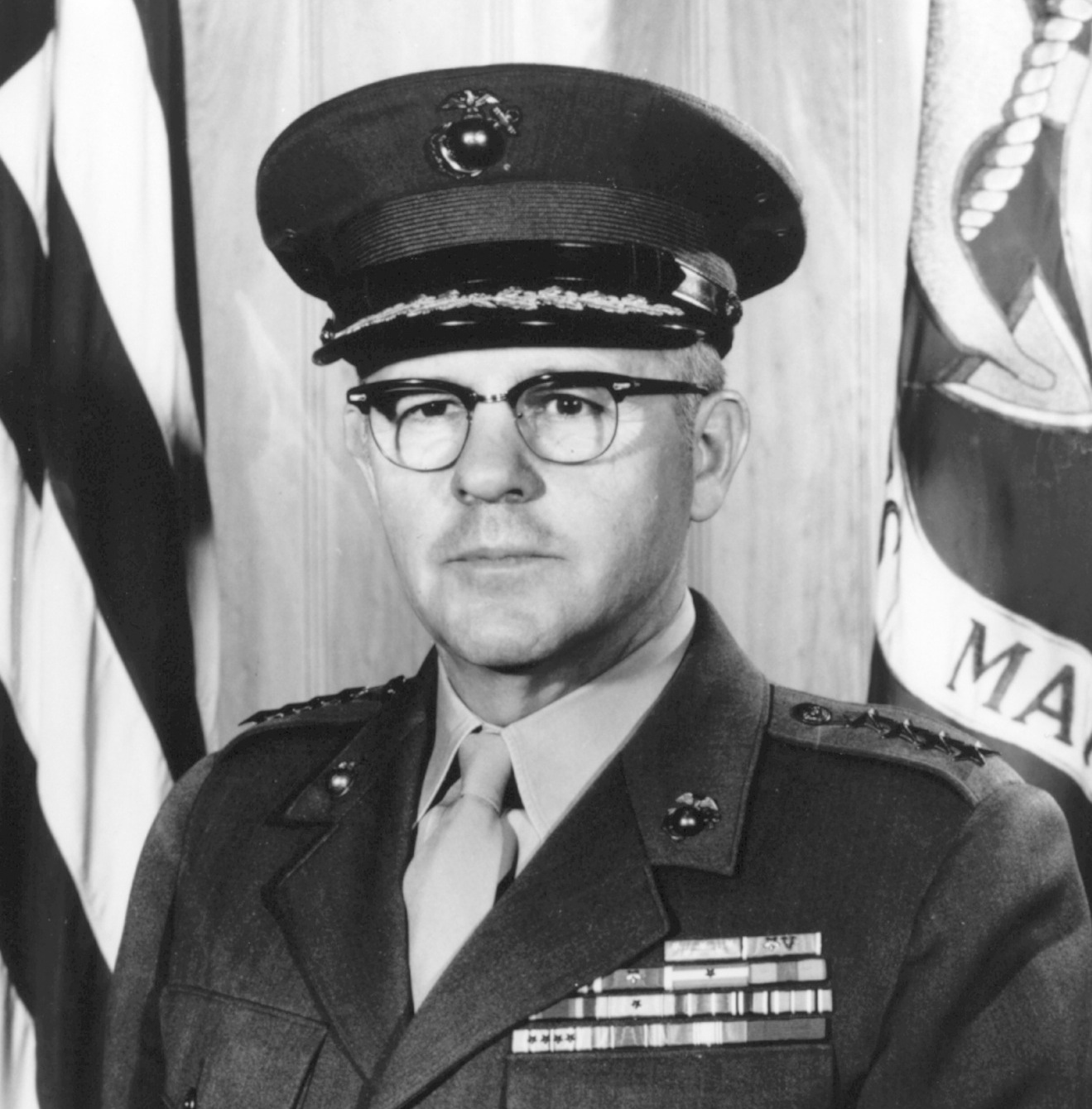
General David Shoup

David Monroe Shoup (* 30. Dezember 1904 in Battle Ground, Indiana; † 13. Januar 1983 in Alexandria, Virginia) war ein General des United States Marine Corps und diente auf dem pazifischen Schauplatz während des Zweiten Weltkrieges.
In der Schlacht um Tarawa befehligte er alle Bodentruppen, wofür er mit der höchsten militärischen Auszeichnung der Vereinigten Staaten, der Medal of Honor, ausgezeichnet wurde. In den 1950er Jahren kommandierte er die 1. und 3. US-Marineinfanteriedivision. Seine Amtszeit als 22. Commandant of the Marine Corps (1960–1963) prägten bedeutende Ereignisse wie die Kubakrise und die ersten Einsätze von US-Soldaten in Südvietnam. Nach seiner Pensionierung trat er öffentlich gegen den Vietnamkrieg auf.

## Frühe Jahre
David Shoup trat während seines Studiums an der DePauw University in Greencastle, Indiana, der Studentenverbindung Delta Upsilon und dem Reserve Officer Training Corps bei. Nach seinem Abschluss 1926 diente er einen Monat als Second Lieutenant in einer Infanterieeinheit der US Army Reserve.

## Eintritt in die Marineinfanterie
Am 26. Juni 1926 wurde Shoup im Dienstgrad eines Second Lieutenant in den aktiven Dienst des US Marine Corps bestellt und an die Marine Officers Basic School, auf der Philadelphia Navy Yard, beordert. Diese grundsätzlich 26-wöchige Grundausbildung für angehende Offiziere wurde von Shoup zweimal unterbrochen, da er kurzzeitig zu anderen Einsätzen in den Vereinigten Staaten abkommandiert wurde. Fast das gesamte nächste Jahr verbrachte er mit dem 6. US-Marineinfanterieregiment im chinesischen Tientsin, sodass er seine Basic-School-Ausbildung erst 1928 beenden konnte.
Die folgenden Monate diente Shoup auf Militärbasen in Quantico, Virginia; Pensacola, Florida; und in San Diego, Kalifornien. Von Juni 1929 bis zum September 1931 war er der Marineabordnung an Bord des Schlachtschiffes Maryland (BB-46) dienstzugeteilt. Nach seiner Rückkehr in die Vereinigten Staaten war er Kompanieoffizier in der Marine Corps Base in San Diego, bevor er im Mai 1932 auf die Puget Sound Navy Yard in Bremerton, US-Bundesstaat Washington versetzt wurde. Dort erhielt er im folgenden Monat die Beförderung zum First Lieutenant.
Zwischen Juni 1933 und November 1934 arbeitete Shoup zeitweise mit dem Civilian Conservation Corps, ein durch US-Präsident Franklin D. Roosevelt initiiertes Arbeitsprogramm, zusammen, das ihn nach Idaho und New Jersey führte. Nach einem kurzen Engagement in Seattle, folgte sein zweiter Einsatz in China. Zuerst den sogenannten China Marines in Shanghai zugeteilt, wechselte er zur American Legation Guard nach Peking, die dort seit dem Boxeraufstand von 1900 ihren Dienst tat.
Shoup kehrte im Juni 1936 nach einem kurzen Japanaufenthalt zur Puget Sound Navy Yard zurück, wo er im Oktober zum Captain ernannt wurde. Nach einem Kurs an der Marine Corps Schools in der MCB Quantico, den er zwischen Juni 1937 und Mai 1938 belegte, verbrachte er die nächsten zwei Jahre als Ausbilder in Quantico. Im Juni 1940 kam er wieder zum in San Diego stationierten 6. US-Marineinfanterieregiment, wo er im April des folgenden Jahres zum Major befördert wurde. Shoup ging im Mai 1941 mit seinem Regiment, das der 1. provisorischen Marineinfanteriebrigade unterstand, nach Island, wo er später zum Operationsoffizier im Regimentsstab ernannt wurde. Im Oktober wechselte er zum ebenfalls in Island stationierten 1. US-Marineinfanterieregiment und füllte dort dieselben Aufgaben im Stab aus.

## Zweiter Weltkrieg

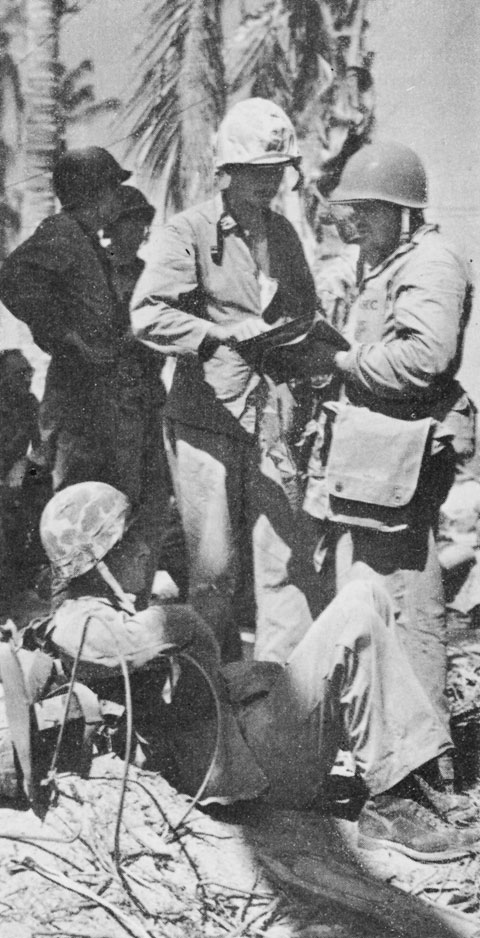
Colonel Shoup (rechts, mit Karte) in seinem Kommandoposten auf Tarawa. Der Soldat mit den Händen auf seiner Hüfte (links im Hintergrund) ist Col. Merritt A. Edson, Stabschef der 2. US-Marineinfanteriedivision.

Nach dem US-amerikanischen Kriegseintritt in den Zweiten Weltkrieg verblieb Shoup die ersten Monate auf Island, wo er im Februar 1942 zum Kommandeur des 2. Bataillons des 6. US-Marineinfanterieregiments ernannt wurde. Die Brigade wurde zurück in die Vereinigten Staaten verlegt und am 25. März in New York City aufgelöst. Shoups Bataillon kehrte nach San Diego zurück, wo es der 2. US-Marineinfanteriedivision unterstellt wurde. Shoup selbst wurde im Juli in den Divisionsstab versetzt, um den Posten als stellvertretender Operations- und Ausbildungsoffizier zu übernehmen. Zudem erhielt er einen Monat später seine Beförderung zum Lieutenant Colonel. Im September wurde die Division nach Neuseeland verlegt, wo Shoup als nunmehriger Operations- und Ausbildungsoffizier die Ausbildung und Übungen der Soldaten für den bevorstehenden Einsatz leitete. Zwischendurch fungierte er als militärischer Beobachter, so u. a. im Oktober in der auf Guadalcanal kämpfenden 1. US-Marineinfanteriedivision und während der Sommermonate 1943 in der 43rd Infantry Division der US Army, die auf der Insel Rendova im New-Georgia-Archipel kämpfte.
Als Stabsoffizier war Shoup sehr stark in der Planung der bevorstehenden Gilbert-Insel-Operationen eingebunden, wofür ihm das Legion of Merit verliehen wurde. Am 9. November wurde er zum Colonel befördert und mit dem Kommando über das 2. US-Marineinfanterieregiment der 2. Marineinfanteriedivision betraut. Elf Tage später bildete sein Regiment die Speerspitze bei der Invasion von Tarawa. Während der zweitägigen Schlacht übernahm er trotz Verwundung das Kommando über alle kämpfenden Einheiten, wofür er mit dem Purple Heart ausgezeichnet wurde. Darüber hinaus wurde Shoup mit der höchsten Auszeichnung der US-Streitkräfte, der Medal of Honor, geehrt, die ihm am 22. Januar 1945 vom Marineminister James Forrestal verliehen wurde. Er war der 25. Marine, dem im Zweiten Weltkrieg dieser Orden verliehen wurde.
Im Dezember wurde Shoup Stabschef der 2. US-Marineinfanteriedivision und konnte sich erneut während der Schlacht um Saipan (15. Juni bis 9. Juli 1944) und um Tinian (24. Juli bis 1. August 1944) beweisen. Im darauffolgenden Oktober kehrte er in die Vereinigten Staaten zurück und arbeitete als Logistikoffizier der Planungs- und Taktikabteilung im Hauptquartier des Marine Corps in Washington, D.C.

## Nachkriegszeit und Commandant of the Marine Corps

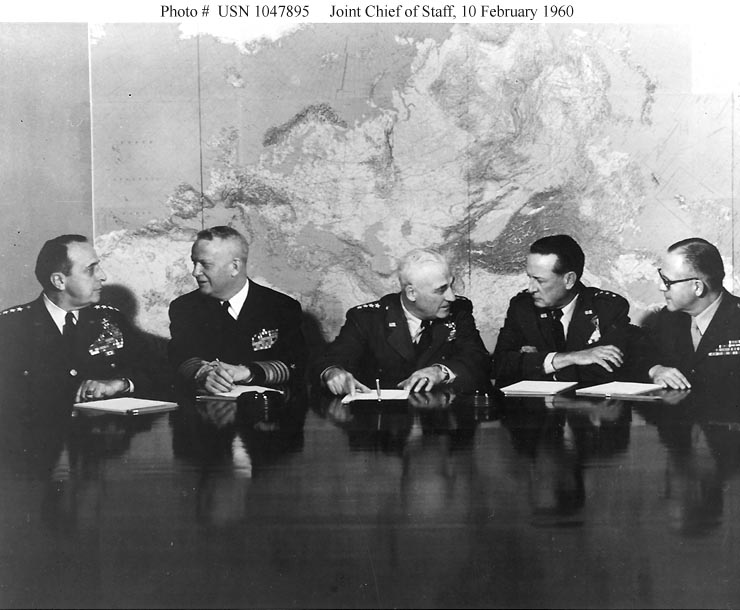
Die Joint Chiefs of Staff während einer Sitzung am 10. Februar 1960: General Lemnitzer, Admiral Burke, Vorsitzender General Twining, General White und General Shoup (v. l. n. r.).

Im August 1947 wurde Shoup Kommandierender Offizier des Service-Kommandos der Fleet Marine Force Pazifik und im Juni 1949 zum Stabschef der in Camp Pendleton ansässigen 1. US-Marineinfanteriedivision. Ein Jahr später wurde er nach Quantico versetzt, wo er bis April 1952 als Direktor der Marine Officers Basic School diente. Danach wechselte er wieder ins Hauptquartier, um zuerst stellvertretender Direktor und dann ab Juli 1953 Direktor der Finanzabteilung zu werden. Zwischendurch erhielt er im April 1953 die Beförderung zum Brigadier General und im September 1955 zum Major General. Ab Mai 1956 fungierte Shoup wenige Monate als Ausbildungsinspekteur, um im darauffolgenden September Inspector General des US Marine Corps zu werden.
Im Juni 1957 kehrte er nach Camp Pendleton zurück, wo er das Kommando über die 1. US-Marineinfanteriedivision übernahm. Neun Monate später wurde Shoup nach Okinawa versetzt, um die dort stationierte 3. US-Marineinfanteriedivision zu befehligen. Zwischen Mai und Oktober 1959 leitete er das MCRD Parris Island an der US-Ostküste und wurde am 2. November, neben seiner Beförderung zum Lieutenant General, Chef des Stabes im Hauptquartier des US Marine Corps.
Zuvor wurde Shoup am 12. August vom damaligen US-Präsidenten Dwight D. Eisenhower zum Nachfolger des amtierenden Commandant of the Marine Corps General Randolph M. Pate bestimmt. Diesen Posten trat er am 1. Januar 1960 an, zeitgleich mit der Beförderung zum General. Da er stimmberechtigtes Mitglied der Joint Chiefs of Staff war, wenn es um Belange des Corps ging, fielen kritische Ereignisse wie die im Oktober 1962 stattfindende Kubakrise und die ersten Einsätze von US Marines in Südvietnam in seine Amtszeit. Mit seinem mit Jahresende 1963 endenden Engagement als Commandant endete auch seine Dienstzeit im Corps selbst. Als Anerkennung seiner Dienste als Commandant wurde Shoup am 21. Januar 1964 von US-Präsident Lyndon B. Johnson mit der Distinguished Service Medal ausgezeichnet.

## Ruhestand
Nach seiner Pensionierung setzte er sich in Arlington, Virginia, zur Ruhe. Zu der bereits in seiner Amtszeit beginnenden Einmischung der Vereinigten Staaten in Südostasien und den entflammten Vietnamkrieg sagte Shoup im Mai 1966:

“I believe that if we had and would keep our dirty, bloody, dollar-crooked fingers out of the business of these nations so full of depressed, exploited people, they will arrive at a solution of their own. That they design and want. That they fight and work for […] and not the American style, which they don't want. Not one crammed down their throats by the Americans.”

„Ich glaube, wenn wir unsere dreckigen, verdammten und Dollar-gebeugten Finger aus den Tagesgeschäften dieser Länder voll deprimierter und ausgenutzter Menschen rausgehalten hätten und raushalten würden, würden sie eines Tages ihre Probleme selbst lösen. Welche sie entwickeln und wollen. Für welche sie kämpfen und arbeiten […] und nicht nach US-amerikanischem Stil, den sie nicht wollen. Nicht eine Lösung, die ihnen von den Amerikanern in den Hals geschoben wurde.“

Shoup kritisierte öffentlich die Vietnampolitik der damaligen US-Regierung und unterstützte die Vereinigung der Vietnam Veterans Against the War.
David M. Shoup verstarb am 13. Januar 1983 im Circle Terrace Hospital in Alexandria, Virginia, und wurde auf dem Nationalfriedhof Arlington beigesetzt. Er war nie verheiratet und starb kinderlos.

## Auszeichnungen
Auswahl der Dekorationen, sortiert in Anlehnung der Order of Precedence of the Military Awards:
- Medal of Honor
- Navy Distinguished Service Medal
- Legion of Merit (2×)
- Purple Heart (2×)
- Navy & Marine Corps Commendation Medal
- Britischer Distinguished Service Order

Am 22. Juni 2002 stellte die US Navy die Shoup in den Dienst. Dieser Zerstörer der Arleigh-Burke-Klasse wurde nach ihm benannt.